# Сабріна: Секрети юної відьми
Сабріна: Секрети юної відьми — американський 3D-анімований мультсеріал, заснованим на персонажі коміксів Archie Comics — Сабріні, маленькій відьмі. Трансляція відбулася по Hub Network, які купили права на телесеріалу 1 жовтня 2012 року. Перша серія вийшла 12 жовтня 2013. Компаніями виробниками є: MoonScoop Group, Archie Comic Publications, Inc., DSK Group India, Laughing Lion і Telegael Teoranta.

## Сюжет
Сабріна (Ешлі Тісдейл) — супергероїня, яка є наполовину відьмою і наполовину людиною. Дівчина веде два абсолютно різні життя: одне замасковане під нормальну ученицю середньої школи, а інше — як студенту чаклуна в чарівному світі. Коли ці два світи переплітаються, Сабріна лишається єдиною, котра має владу боротися з ворогами, встигаючи при цьому тримати своє магічне ім'я в таємниці від людства.

## Акторський склад
- Ешлі Тісдейл, як Сабріна Спелман
- Ian James Corlett, як Салем/професор Геіст
- Tabitha St. Germain, як Гільда Спелман/Вералупа
- Erin Mathews, як Зельда Спелман/Джесі
- Maryke Hendrikse, як Емі/Лонда
- Kathleen Barr, як Енчантра/Тіффані Титан/Занда
- Matthew Erickson, як Харвей Кнінкл
- Andrew Francis, як Емброуз
- James Higuchi, як Шинтія
- David A. Kaye, як Джим

## Огляд серіалу
| Сезон | Сезон | Епізоди | Початкове транслювання (Дати США) | Початкове транслювання (Дати США) |
| Сезон | Сезон | Епізоди | Прем'ера сезону                   | Фінал сезону                      |
| ----- | ----- | ------- | --------------------------------- | --------------------------------- |
|       | 1     | TBA     | 12 Жовтня 2013                    | 7 Червня 2014                     |